# Emerson (Nebraska)
Emerson ist eine Gemeinde (mit dem Status „Village“) im Dixon, Dakota und Thurston County im US-amerikanischen Bundesstaat Nebraska. Das U.S. Census Bureau hat bei der Volkszählung 2020 eine Einwohnerzahl von 840 ermittelt.

## Geografie
Emerson liegt im Nordosten Nebraskas, rund 35 km westlich des Missouri River, der die Grenze zu Iowa bildet. Der Schnittpunkt der drei Bundesstaaten Iowa, Nebraska und South Dakota befindet sich rund 40 km nordnordwestlich. Die Südgrenze Minnesotas verläuft rund 160 km nördlich.
Die geografischen Koordinaten von Emerson sind 42°16′43″ nördlicher Breite und 96°43′36″ westlicher Länge. Das Gemeindegebiet erstreckt sich über eine Fläche von 1,22 km². Das Gemeindegebiet verteilt sich über die Emerson Township des Dixon County, den Emerson Precinct des Dakota County und die Perry Township des Thurston County.
Das Gebiet der Winnebago Reservation, einer von zwei Reservationen des Indianerstammes der Ho-Chunk, beginnt am südlichen Ortsrand von Emerson.
Nachbarorte von Emerson sind Waterbury (20,6 km nördlich), Hubbard (19,4 km nordöstlich), Homer (25,9 km ostnordöstlich), das Verwaltungszentrum der Winnebago Reservation Winnebago (26,1 km ostsüdöstlich), Pender (18,9 km südlich), Wakefield (15,6 km westlich) und Allen (24,7 km nordwestlich).
Das Stadtzentrum von Sioux City liegt 45 km nordnordöstlich von Emerson. Die nächstgelegenen weiteren größeren Städte sind die Twin Cities in Minnesota (Minneapolis und Saint Paul) (485 km nordöstlich), Rochester in Minnesota (486 km ostnordöstlich), Cedar Rapids in Iowa (466 km östlich), Iowas Hauptstadt Des Moines (320 km ostsüdöstlich), Nebraskas größte Stadt Omaha (158 km südsüdöstlich), Kansas City in Missouri (464 km in der gleichen Richtung), Nebraskas Hauptstadt Lincoln (184 km südlich) und South Dakotas größte Stadt Sioux Falls (185 km nördlich).

## Verkehr
Der Nebraska Highway 9 führt in Nord-Süd-Richtung als Hauptstraße durch Emerson und trifft einen Kilometer nördlich des Ortsrandes auf den Nebraska Highway 35. Alle weiteren Straßen sind untergeordnete Landstraßen, teils unbefestigte Fahrwege sowie innerörtliche Verbindungsstraßen.
Mit dem Martin Field Airport befindet sich 35 km nordöstlich ein kleiner Flugplatz für die Allgemeine Luftfahrt. Der nächste Verkehrsflughafen ist der 49 km ostnordöstlich gelegene Sioux Gateway Airport in Iowa.

## Geschichte
Der Ort entstand 1881 als Kenesaw Junction an einer heute nicht mehr existierenden Eisenbahnkreuzung der damaligen Omaha Road und wurde wenig später nach dem Schriftsteller Ralph Waldo Emerson umbenannt. Im Jahr 1888 wurde die Siedlung als selbstständige Gemeinde inkorporiert.

## Bevölkerung
Nach der Volkszählung im Jahr 2010 lebten in Emerson 840 Menschen in 355 Haushalten. Die Bevölkerungsdichte betrug 688,5 Einwohner pro Quadratkilometer. In den 355 Haushalten lebten statistisch je 2,27 Personen.
Ethnisch betrachtet setzte sich die Bevölkerung zusammen aus 96,0 Prozent Weißen, 0,1 Prozent (eine Person) Afroamerikanern, 1,8 Prozent amerikanischen Ureinwohnern, 0,1 Prozent Asiaten, 0,4 Prozent Polynesiern sowie 0,5 Prozent aus anderen ethnischen Gruppen; 1,2 Prozent stammten von zwei oder mehr Ethnien ab. Unabhängig von der ethnischen Zugehörigkeit waren 5,6 Prozent der Bevölkerung spanischer oder lateinamerikanischer Abstammung.
24,9 Prozent der Bevölkerung waren unter 18 Jahre alt, 53,1 Prozent waren zwischen 18 und 64 und 22,0 Prozent waren 65 Jahre oder älter. 54,0 Prozent der Bevölkerung waren weiblich.
Das mittlere jährliche Einkommen eines Haushalts lag bei 37.875 USD. Das Pro-Kopf-Einkommen betrug 21.875 USD. 8,3 Prozent der Einwohner lebten unterhalb der Armutsgrenze.

## Bekannte Bewohner
- John Jay McCarthy (1857–1943) – republikanischer Abgeordneter des US-Repräsentantenhauses (1903–1907) – begann seine Karriere als Anwalt in Emerson